# Беч (Любуське воєводство)
Беч (пол. Biecz, нім. Beitzsch; 1937-1945: Beitsch) — село в Польщі, у гміні Броди Жарського повіту Любуського воєводства.
Населення — 231 особа (2011).
У 1975-1998 роках село належало до Зеленогурського воєводства.

## Демографія
Демографічна структура станом на 31 березня 2011 року:
|          | Загалом | Допрацездатний вік | Працездатний вік | Постпрацездатний вік |
| -------- | ------- | ------------------ | ---------------- | -------------------- |
| Чоловіки | 114     | 24                 | 79               | 11                   |
| Жінки    | 117     | 17                 | 68               | 32                   |
| Разом    | 231     | 41                 | 147              | 43                   |